# Антоновка (Гурьевский городской округ)
Антоновка — посёлок в Калининградской области России. Входил в состав Добринского сельского поселения в Гурьевском районе.

## История
26 января 1945 года Брасдорф был взят войсками 3-го Белорусского фронта, в 1946 году был переименован в посёлок Антоновка.

## Население
| 2002 | 2010 |
| ---- | ---- |
| 0    | →0   |

Население Брасдорфа в 1910 году составляло 303 человека, в 1933 году — 320 человек, в 1939 году — 348 человек.
Согласно результатам переписи 2010 года в Антоновке постоянных жителей нет.
На данный момент в деревне не осталось ни одного целого сооружения, а фундаменты разобраны на кирпичи местными жителями. 